# Kościół Chrystusa w Mannheimie
Kościół Chrystusa (niem. Christuskirche) – luterańska świątynia znajdująca się w niemieckim mieście Mannheim, w kraju związkowym Badenia-Wirtembergia, w dzielnicy Schwetzingerstadt/Oststadt, pośrodku Werderplatzu. Jest siedzibą parafii ChristusFriedenGemeinde.

## Opis
Neobarokowy kościół wzniesiono w latach 1907–1911 roku według projektu Christiana Schradego. Świątynię konsekrowano 1 października 1911.
Kopuła kościoła ma średnicę 23 metrów, a wraz z latarnią ma wysokość 65 metrów. Wieńczy ją złocony posąg Michała Archanioła. Nad czaszą kopuły zawieszonych jest 5 dzwonów, największy z nich, o tonie as°, waży 5820 kg.
W 1911 roku na emporze nad ołtarzem zainstalowano organy, wykonane w warsztacie G. F. Steinmeyera w Oettingen in Bayern. Składają się z 7869 piszczałek zgrupowanych w 92 głosy i 4 manuały. W chwili powstania były to największe organy w południowych Niemczech. Podczas II wojny światowej instrument nie uległ większym zniszczeniom, został odremontowany w 1952 roku. Kolejne renowacje miały miejsce w 1984 i 2018 roku.

## Galeria

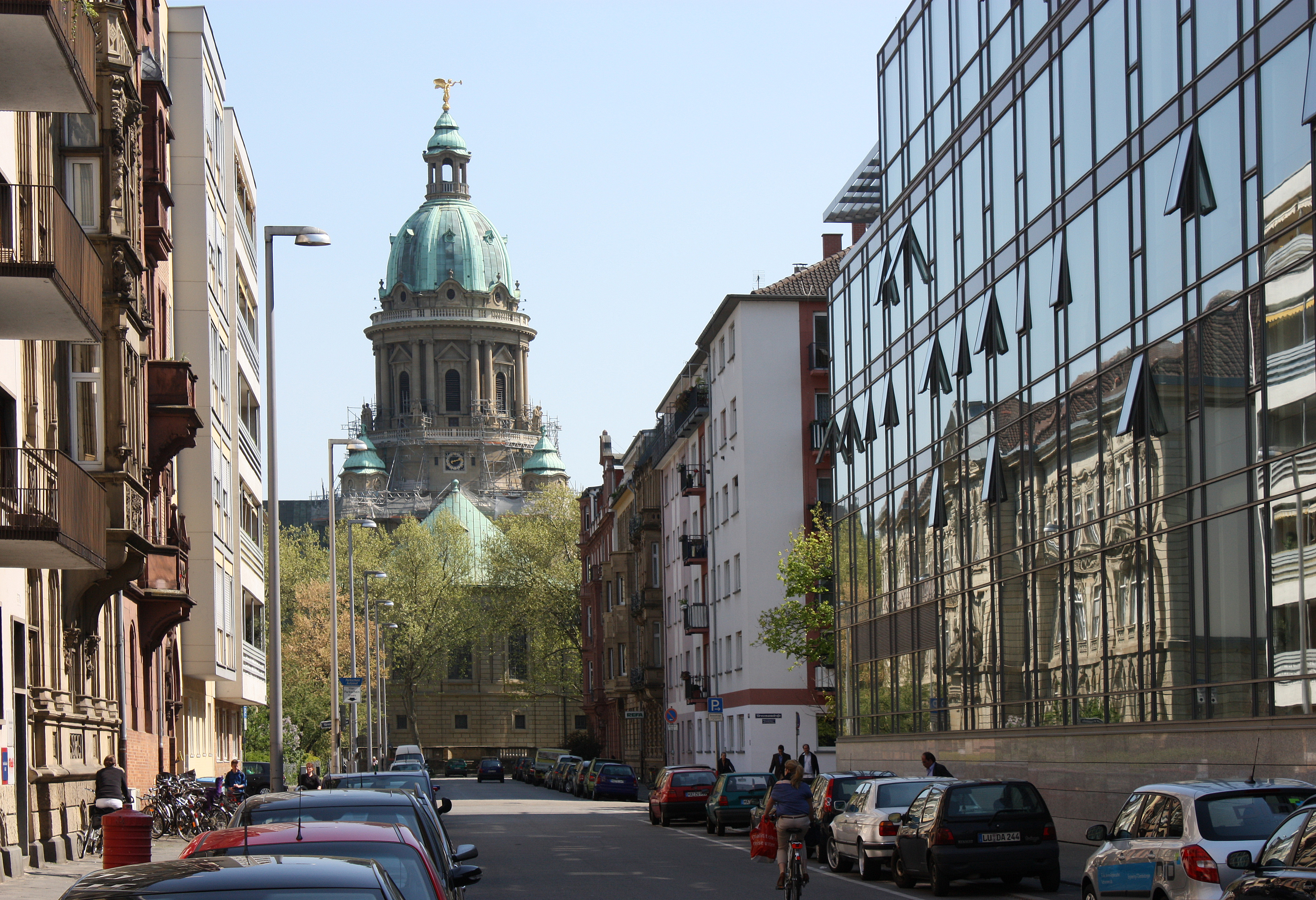
Widok z Tuallastraße
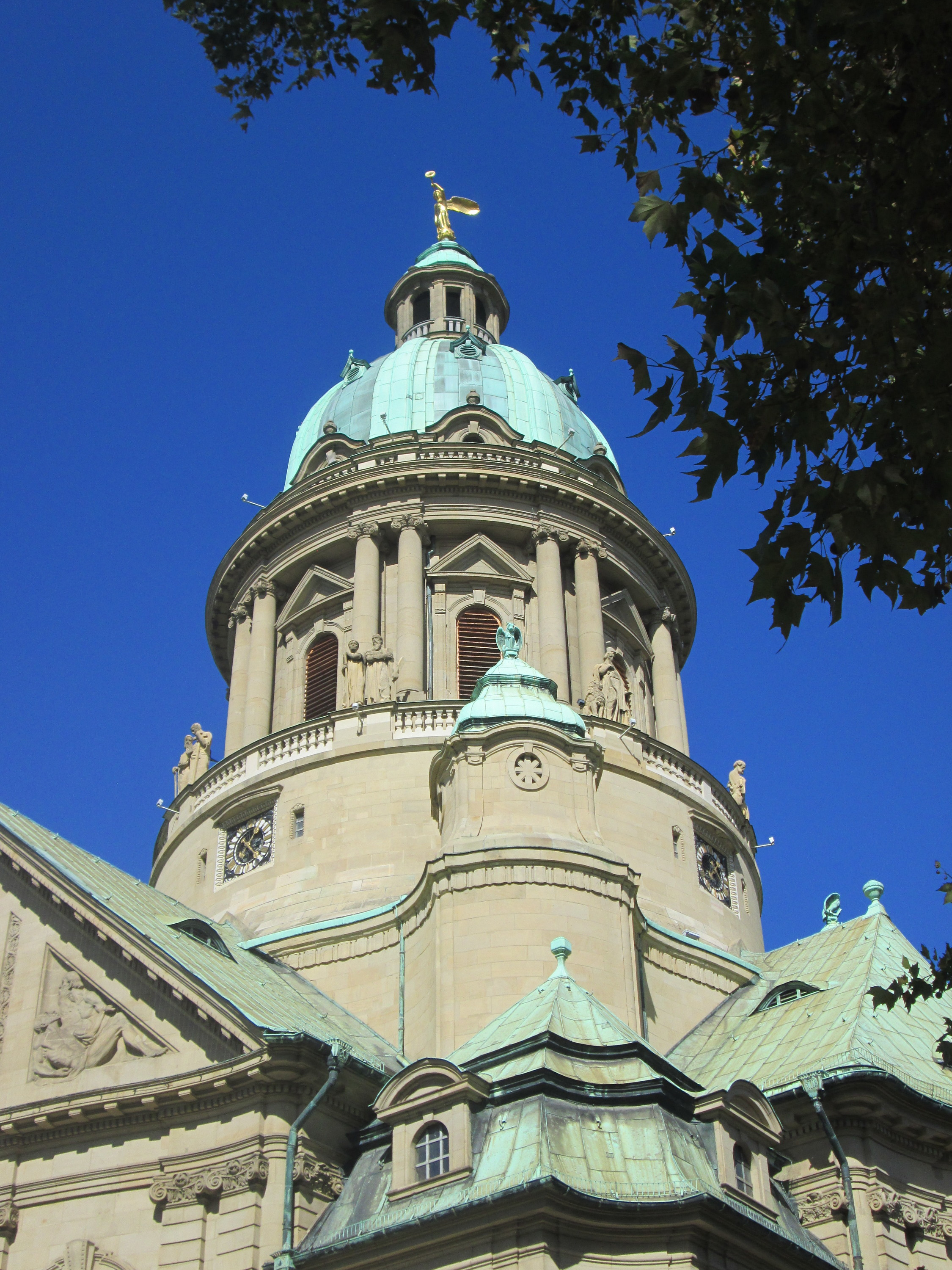
Kopuła z dzwonnicą
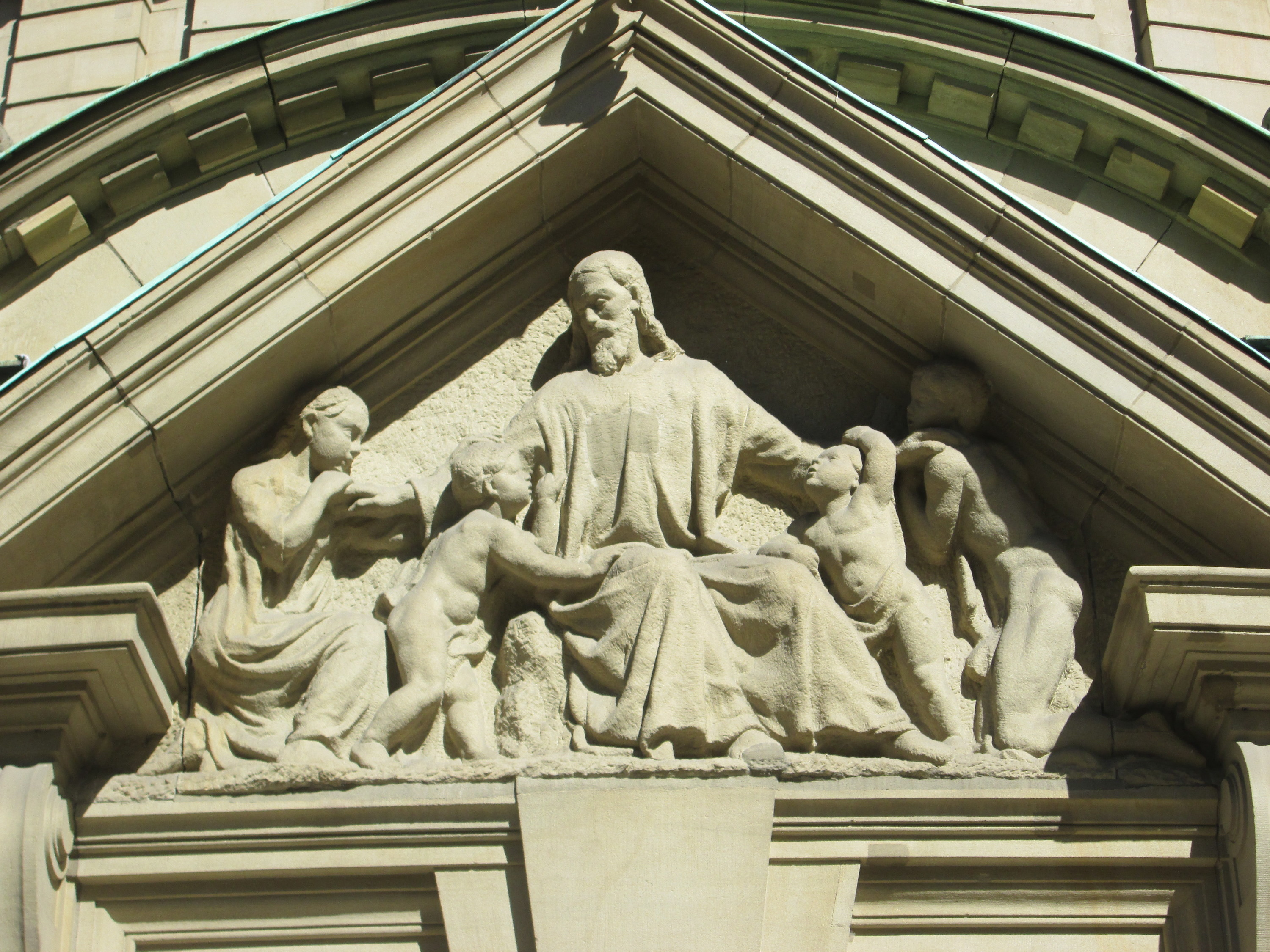
Grupa rzeźb w tympanonie
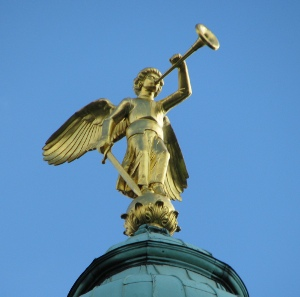
Figura Michała Archanioła
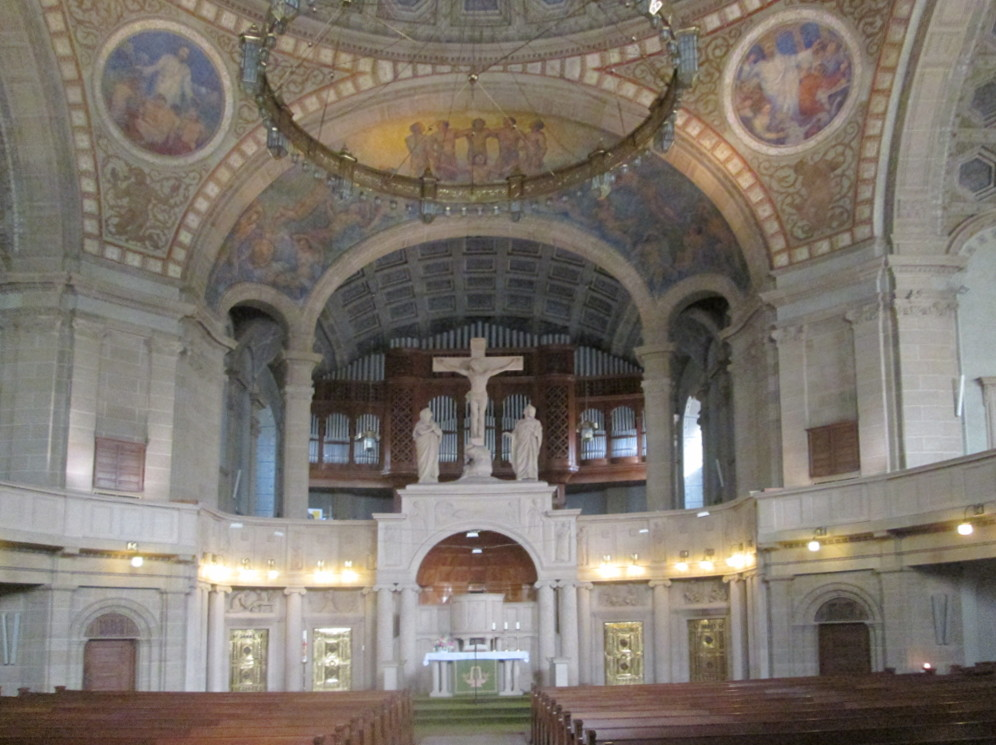
Wnętrze
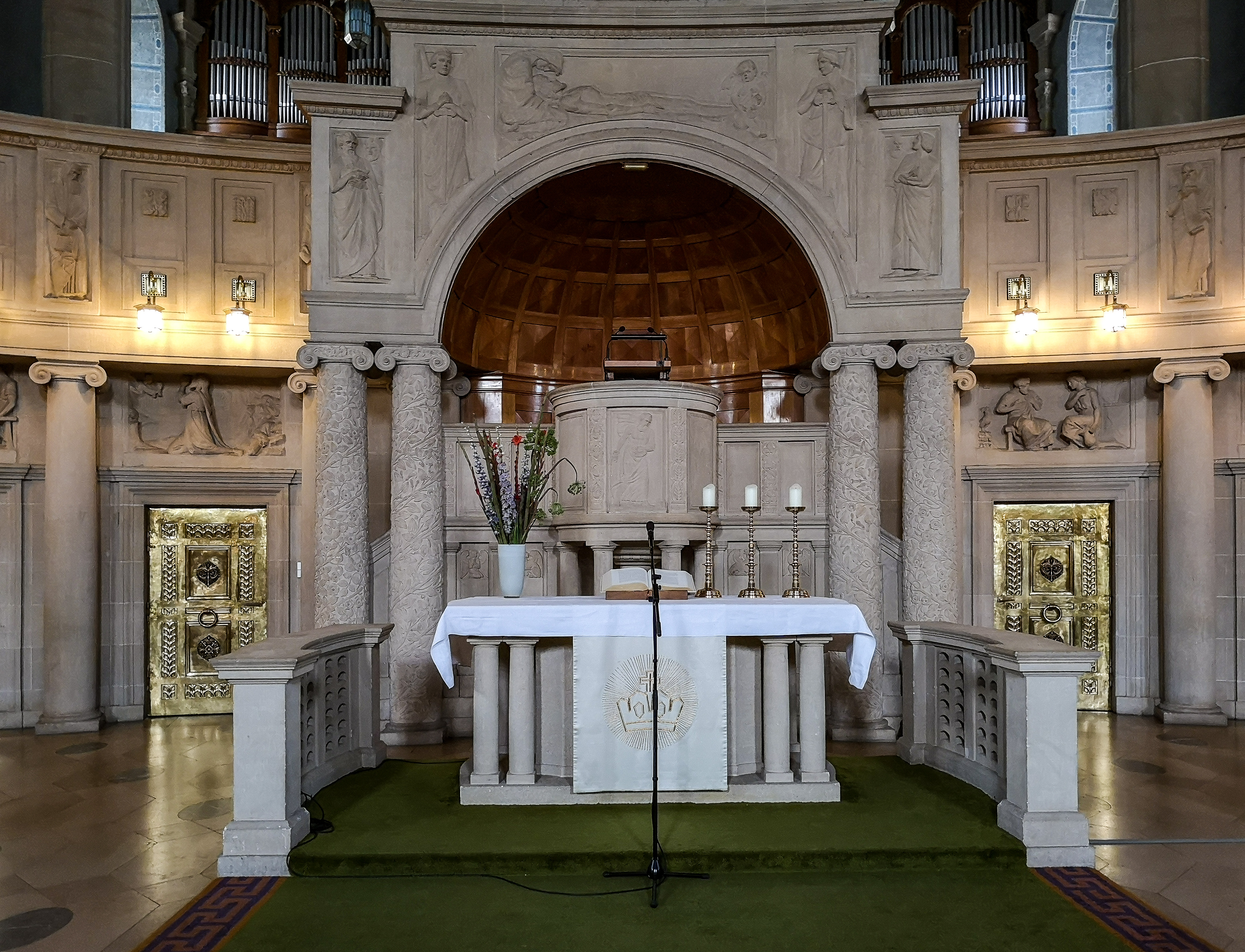
Ołtarz